# انجمن اسلامی دانشجویان
انجمن اسلامی دانشجویان که بعد از انقلاب به «دفتر تحکیم وحدت» مشهور شد، نخستین بار در دهه ۱۳۲۰ خورشیدی در دانشگاه تهران با عنوان  انجمن اسلامی دانشجویان دانشگاه تهران  تأسیس شد. پس از انقلاب ۱۳۵۷ ایران، در سال‌های ۱۳۵۹ تا ۱۳۶۱ انجمن‌های اسلامی دانشکده‌های گوناگون گرد هم آمده و «اتحادیه انجمن‌های اسلامی و سازمان‌های دانشجویی سراسر کشور» (دفتر تحکیم وحدت) به عنوان مرکز انجمن‌های اسلامی دانشجویان شکل گرفت.

## دهه ۶۰ و ابتدای دهه ۷۰
در جلساتی که انجمن اسلامی برگزار می‌کرد، افرادی چون مهدی بازرگان، یدالله سحابی، سید صدرالدین صدربلاغی، محمدتقی فلسفی، حسین علی راشد سخنرانی می‌کردند. اهداف اساسنامه اولیهٔ دفتر تحکیم وحدت «اصلاح جامعه بر طبق دستورهای اسلام، تلاش در ایجاد دوستی و اتحاد بین افراد مسلمان مخصوصاً جوانان روشنفکر، انتشار حقایق اسلامی به وسیله ایجاد موسسات تبلیغات و نشر مطبوعات، و مبارزه با خرافات» نوشته شده‌است.
پس از بحران گروگان‌گیری در سفارت ایالات متحده آمریکا که به دست دانشجویان مسلمان پیرو خط امام انجام شد، این گروه دانشجویان و اتحادیه انجمن‌های اسلامی (تحکیم وحدت) به یکدیگر نزدیک‌تر شدند و گرایش چپ‌گرایی در اتحادیه انجمن‌های اسلامی (تحکیم وحدت) افزایش یافت. در سال‌های دهه ۱۳۶۰ گرایش به چپ، گرایش‌های ایدئولوژیک و انقلابی، و عدالت‌خواهی در انجمن‌های اسلامی قوی بود. نزدیک به ۳۰ نفر از اعضای اتحادیه انجمن‌های اسلامی (تحکیم وحدت) که در جنگ ایران و عراق شرکت کرده بودند کشته شدند.
پس از جنگ با توجه به وضعیت سیاسی اجتماعی جامعه، گرایش‌های ایدئولوژیک کمتر شد و مشی انتقادی انجمن‌های اسلامی نسبت به مشکلات مختلف و جدی‌تر شدن توجه به مسایل صنفی دانشجویان، همگام با رویکردهای سیاسی رشد کرد.
اعضایی از تحکیم وحدت که طیف همراه حشمت‌الله طبرزدی بودند در انتخابات ریاست جمهوری سال ۱۳۷۲ از اکبر هاشمی رفسنجانی حمایت کردند اما کم‌کم رادیکال‌تر شده و از دفتر تحکیم وحدت جدا شدند و جبهه متحد دانشجویی را تشکیل دادند.

## جنبش دوم خرداد
اتحادیه انجمن‌های اسلامی (تحکیم وحدت) به عنوان نماینده جنبش دانشجویی در انتخابات ریاست‌جمهوری ایران (۱۳۷۶) از سید محمد خاتمی حمایت کرد و نقش مهمی در پیروزی اصلاح‌طلبان ایران در انتخابات داشت. در سالهای ۷۶ تا ۷۸ تحکیم وحدت جایگاه محکم و تأثیرگذاری در عرصه سیاسی ایران پیدا کرد. در انتخابات دوره ششم مجلس شورای اسلامی و دوره اول شوراها چند نماینده از اتحادیه انجمن‌های اسلامی (تحکیم وحدت) انتخاب شدند.

### واقعه ۱۸ تیر
وقایع هجده تیر یا وقایع کوی دانشگاه تهران درگیری‌های میان دانشجویان، نیروهای انتظامی و افراد موسوم به لباس شخصی‌ها بود که سبب کشته شدن چند دانشجو و مجروح شدن بسیاری شد و با حمله لباس شخصی‌ها و برخی مأموران به خوابگاه دانشجویان ایجاد شد. از این حادثه به عنوان بزرگ‌ترین چالش جنبش دانشجویی در ایران بعد از انقلاب ۱۳۵۷ نیز یاد می‌شود و به تدریج سبب ایجاد محدودیت‌هایی برای دفتر تحکیم وحدت شد که به شدت در پی پیگیری دلایل این حادثه بود. همچنین پس از این وقایع، با تلاش‌های پنهان و نیز به دلیل اختلاف دیدگاه‌های اعضا، انشعاب در دفتر تحکیم پدید آمد.

## انشعاب داخلی
در سال ۱۳۷۸، طیفی تحت عنوان انجمن اسلامی دانشجویان مستقل از دفتر تحکیم وحدت جدا شدند. در اوایل دهه ۱۳۸۰ دو طیف علامه که شامل اصلاح‌طلب‌ها می‌شوند و شیراز که شامل اصولگراها شامل می‌شوند و هر دو زیرمجموعه دفتر تحکیم وحدت بودند، از هم انشعاب پیدا کردند.
در سال ۱۳۸۷ دبیرخانه‌های هیئت‌های مرکزی نظارت بر تشکل‌های اسلامی دانشگاهیان وزارت‌های علوم، تحقیقات و فناوری و بهداشت، درمان و آموزش پزشکی، رای به انحلال طیف علامه دفتر تحکیم وحدت دادند تا تنها طیف شیراز به عنوان نماینده دفتر تحکیم باقی بماند و به فعالیت ادامه دهد.

## شورای هماهنگی دانشجویان اصلاح طلب
در سال ۹۲، هم‌زمان با شروع ریاست جمهوری حسن روحانی، گروهی از دانشجویان فعال دانشگاه‌های تهران تصمیمی مبنی بر ایجاد سازوکارهای لازم برای بازگشایی دوباره تشکل‌های اصلاح طلب و مدد به آن‌ها، گرفتند. شورای مرکزی شورای هماهنگی در سال ۹۳ رسماً اعلام وجود کرده و اقداماتی همچون اردوی‌های تشکیلاتی کشوری برای همفکری تشکل‌ها، مراسم‌های افطار و همچنین دعوت عمومی اهدای خون برای مردم غزه را انجام داده‌است. این شورا در سال ۹۴ انحلال خود را به دلیل تشکیل انجمن‌ها، اداره کار به دست تشکل‌های جدید و همچنین عدم دخالت در کار آن‌ها، با انتشار بیانیه‌ای رسماً اعلام نمود.

## شوراهای احیای انجمن‌های اسلامی
در سال ۹۲ و هم‌زمان با روی کار آمدن دولت حسن روحانی گروهی از دانشجویان از دانشگاه‌های سراسر کشور به صورت هماهنگ شروع به فعالیت در جهت احیا و از سرگیری فعالیت انجمن اسلامی‌هایی که به تعلیق درآمده بودند، کردند و در کنار آن به برگزاری جلسات و صدور بیانیه‌هایی نیز پرداختند. برخی از خبرگزاری‌های اصولگرا از این تشکل تحت عنوان «حلقه‌نشینان پارک جمشیدیه» یاد می‌کنند.

## اتحادیه انجمن‌های اسلامی دانشجویان پیرو خطامام
همزمان با ۱۴ خرداد ۹۳ تعدادی از انجمن‌های اسلامی با تفکر گفتمان اصلاح طلبی تحت عنوان اتحادیه انجمن‌های اسلامی دانشجویان پیرو خط امام اعلام موجودیت کردند. اتحادیه انجمن‌های اسلامی دانشجویان پیرو خط امام (ره نخستین اتحادیهٔ اصلاح‌طلبی بود که اعلام موجودیت کرد. همچنین انجمن‌های اسلامی دانشجویان عضو در هیئت مؤسس این اتحادیه با تأکید بر آرمان‌های اصیلی که ملت با پایمردی برای آن‌ها خون داده‌اند، تا به امروز استقلال کامل خود را از تمامی شخصیتها و نهادهای سیاسی و غیرسیاسی حفظ کرده‌اند.

## اتحادیه تشکل‌های اسلامی دانشجویان ایران (تادا)
زمستان سال ۹۴ جمعی از تشکل‌های منتقد سراسر کشور در تهران جمع شده و تقاضای تشکیل اتحادیه‌ای جدید به نام اتحادیه «تشکل‌های اسلامی دانشجویان ایران» یا به اختصار «تادا» را تحویل وزارت علوم دادند. اخذ مجوز این اتحادیه تا به حال محتمل تر از دیگر درخواست‌های تشکیل اتحادیه‌های اصلاح طلب بوده‌است. با این حال خبرگزاری‌های محافظه کار این اتحادیه را به افراط متهم کرده و در تلاش برای کارشکنی در اخذ مجوز آن هستند. در ششمین جلسه هیئت مرکزی مشترک نظارت بر تشکل‌های اسلامی دانشگاهیان که ۹ مرداد ۱۳۹۶ با حضور اعضا در محل وزارت علوم تشکیل شد، موضوع تقاضای تعدادی از تشکل‌های اسلامی دانشجویان در دانشگاه‌های وزارت علوم و وزارت بهداشت مبنی بر تشکیل «اتحادیه تشکل‌های اسلامی دانشجویان ایران (تادا)» مورد بررسی قرار گرفت و پس از بحث و بررسی گزارش‌ها و ابعاد موضوع و طرح نظرهای اعضا، تقاضای تشکیل «اتحادیه تشکل‌های اسلامی دانشجویان ایران (تادا)» با رأی اکثریت اعضا مورد تصویب قرار گرفت.

## صحبت‌های خاتمی دربارهٔ انجمن اسلامی دانشگاه تهران
شما و پاره‌ای معدود از انجمن‌ها و تشکل‌های دانشجویی تقریباً تنها باقی‌مانده اصیل حرکت دانشجویی و اسلامی هستید که از حرکت دانشجویی مستقلی نمایندگی می‌کند که دلبسته به ایران و اسلام و سرنوشت مردم است و در عین حال منتقد نیز هست و خواستار این است که همواره اصلاحات صورت بگیرد به نفع مردم و کشور.

## حذف سخنرانی نماینده انجمن اسلامی در مقابل رهبر ایران
مهرداد پولادی دبیر  انجمن اسلامی دانشجویان دانشگاه تهران  در گفت وگو با ایرنا شنبه ۴ خرداد ۱۳۹۸ به لغو تریبون سخنرانی نماینده انجمن اسلامی دانشگاه تهران و علوم پزشکی تهران نزد رهبر انقلاب اشاره کرد و گفت: از ابتدای هفته گذشته اعلام شده بود که امسال انجمن اسلامی در افطاری بیت رهبری تریبون دارد و این موضوع حتی رسانه‌ای هم شده بود. اما در ساعات منتهی به آغاز مراسم ناگهان بدون ذکر هیچ دلیلی به ما اعلام شد که تریبون سخنرانی نماینده انجمن در این مراسم لغو شده‌است. فارغ از اینکه چه کسانی و با چه دلیلی دست به انجام چنین کاری زده‌اند، باید گفت که این قبیل اقدامات به زیان کشور است. یکی از مهم‌ترین مسائلی که قصد داشتم در حضور رهبری طرح کنم، تبعیض‌هایی است که علیه گروه‌های مختلف سیاسی و اجتماعی به بهانه‌های مقدس اعمال می‌شود. این رفتارهای تبعیض‌آمیز به انسجام داخلی کشور آسیب می‌زند و این در حالی است که امروز کشور بیش از هر زمان دیگری به انسجام و وحدت برای ایستادگی در مقابل خدعه‌های دشمنان نیاز دارد. مصداق همین رفتارهای تبعیض‌آمیز، چینش دانشجویان سخنران در افطاری بیت رهبری است که همگی متعلق به یک جریان سیاسی هستند. این در حالی است که نه فقط ما، که جریانات و سایر اتحادیه‌های دانشجویی پایبند به قانون اساسی نیز حق دارند تا آزادانه مسائلشان را با رهبری مطرح کنند. حذف صداهای منتقد شائبه مهندسی این جلسه را ایجاد می‌کند در حالی که نباید شائبه سیاسی‌کاری در انتخاب سخنرانان چنین مراسمی که نه جناحی و سیاسی بلکه ملی است، ایجاد شود.

## انشعابات
- انجمن‌های اسلامی دانشجویان (اکنون–۱۳۲۱)
  - اتحادیه انجمن‌های اسلامی دانشجویان در اروپا (اکنون–۱۳۴۴)
  - انجمن‌های اسلامی دانشجویان در آمریکا و کانادا (اکنون–۱۳۴۹)
    - سازمان دانشجویان ایرانی مسلمان (؟–۱۳۵۳)

  - اتحادیه انجمن‌های اسلامی دانشجویان ایرانی شبه‌قاره هند (اکنون–؟)
  - اتحادیه انجمن‌های اسلامی دانشجویان دانشگاه‌ها و مراکز آموزش عالی کشور (دفتر تحکیم وحدت) (اکنون–۱۳۵۸)
    - دانشجویان مسلمان پیرو خط امام (۱۳۵۹–۱۳۵۸)
    - اتحادیه انجمن‌های اسلامی دانشجویان و فارغ‌التحصیلان دانشگاه‌ها و مراکز آموزش عالی (جنبش اعتدال اسلامی) (۱۳۹۶–۱۳۶۴)
      - اتحادیه جامعه اسلامی دانشجویان (اکنون–۱۳۶۸)

    - اتحادیه ملی دانشجویان (دهه ۱۳۷۰)
    - جبهه متحد دانشجویی (دهه ۱۳۷۰)

    - اتحادیه انجمن‌های اسلامی دانشجویان مستقل (اکنون–۱۳۷۸)
    - دفتر تحکیم وحدت - طیف شیراز (۱۳۸۷–۱۳۸۰)
    - دفتر تحکیم وحدت - طیف علامه (۱۳۸۷–۱۳۸۰)
      - دفتر تحکیم وحدت - طیف دموکراسی‌خواه (۱۳۸۴–۱۳۸۲)

  - اتحادیه تشکل‌های اسلامی سیاسی دانشجویان دانشگاه آزاد اسلامی (اتحادیه اول) (اکنون–۱۳۷۷)
  - سازمان اسلامی دانشجویان ایران (سادا) (اتحادیه دوم) (اکنون–۱۳۸۱)
  - مجمع تشکل‌های اسلامی دانشجویان دانشگاه آزاد اسلامی (اتحادیه سوم) (اکنون–۱۳۸۱)